# Осипов, Максим Иванович
Макси́м Ива́нович О́сипов (1860, Усад — после 1923) — русский предприниматель, основатель Ардатовского крахмального завода.

## Биография
Родился в крестьянской семье в деревне Усад Меленковского уезда Владимирской губернии (ныне — посёлок Городищи) в 1860 году. После отмены крепостного права в 1861 году его отец занялся крахмальным производством во Владимирской губернии. В начале XX века Максим Иванович переехал в город Ардатов Нижегородской губернии, где в 1902 году основал Ардатовский картофелетёрочный завод. В следующем, 1903 году основал аналогичные предприятия при двух соседних сёлах — Казаринке (ныне — Михеевка) и Чув-Майдан.
Осипов неоднократно безвозмездно помогал деньгами различным организациям, располагавшимся в населённых пунктах, где были его предприятия: начальным училищам в Михеевке и Чув-Майдане, гимназии, женской прогимназии, Покровскому монастырю и богадельне в Ардатове.
1 мая 1917 года ардатовский завод Осипова перешёл в собственность паевого товарищества «Крахмал». Казаринский и чув-майданский заводы оставались под управлением Максима Ивановича вплоть до 1923 года, после чего были экспроприированы советской властью. После этого Осипов уехал из Ардатова, его дальнейшая судьба неизвестна.

## Стоимость основанных Осиповым предприятий
Согласно оценке 1907 года, стоимость ардатовского завода Осипова составляла 30 457  рублей, казаринского — 16 138 рублей, чув-майданского — 16 880 рублей. Для сравнения — старейший в Ардатовском уезде картофелетёрочный завод, основанный Фёдором Михайловичем Визгалиным при деревне Кавлей, оценивался в 23 095  рублей.